# Daniel Kowalski
Daniel Kowalski (ur. 2 lipca 1975 w Singapurze) – australijski pływak pochodzenia polskiego specjalizujący się w stylu dowolnym, medalista olimpijski i mistrzostw Świata.

## Życie osobiste
W kwietniu 2010 roku wyjawił, że jest osobą homoseksualną. Jak wyznał, do coming outu zainspirował go rugbysta Gareth Thomas, który ogłosił, że jest gejem pół roku wcześniej.